# Hercule Coullier de Mulder
Hercule Coullier de Mulder, né le 25 novembre 1853 à Renaix et décédé le 6 avril 1938 à Saint-Nicolas fut un magistrat et homme politique belge libéral flamand.
Il fut élu sénateur de l'arrondissement de Termonde-Saint-Nicolas.

## Sources
- Liberaal Archief